# Peau d'âne
Peau d'âne (prt: A Princesa com Pele de Burro; bra: Pele de Asno) é um filme francês de 1970, do gênero drama romântico-fantástico-musical, dirigido por Jacques Demy, com roteiro baseado no conto de fada Pele de Asno, de Charles Perrault.